# Ch'osan-gun
Ch'osan-gun (koreanska: 초산군) är en kommun i Nordkorea.   Den ligger i provinsen Chagang, i den nordvästra delen av landet, 190 km norr om huvudstaden Pyongyang.